# 이홍렬 (신문인)
이홍렬(李洪烈, 1950년  ~ )은 대한민국의 조선일보의 바둑 담당 기자이다.